# Bihastina papuensis
Bihastina papuensis là một loài bướm đêm trong họ Geometridae.